# Лайош Фішер (футболіст)
Лайош Фішер (угор. Fischer Lajos), нар. 7 квітня 1902  — пом. 31 серпня 1978) — угорський футболіст, що грав на позиції воротаря. Виступав у складі національної збірної Угорщини.

## Кар'єра
Грав у складі угорського клубу ВАК, що виступав у вищому дивізіоні угорського чемпіонату. Найвищий результат, якого добився ВАК у роки виступів Фішера - 7 місце у 1925 році. З 1926 року виступав у чемпіонаті США. В 1927 році став срібним призером чемпіонату США у складі «Бруклін Вондерерз».

## Статистика виступів за збірну
| Дата       | Місто    | Господарі      | Результат | Гості          | Турнір           | Голи | Примітки |
| ---------- | -------- | -------------- | --------- | -------------- | ---------------- | ---- | -------- |
| 31/08/1924 | Будапешт | Угорщина       | 4 – 0     | Польща         | товариський матч | -    |          |
| 21/09/1924 | Будапешт | Угорщина       | 4 – 1     | Німеччина      | товариський матч | -    | 30'      |
| 25/03/1925 | Будапешт | Угорщина       | 5 – 0     | Швейцарія      | товариський матч | -    |          |
| 05/05/1925 | Відень   | Австрія        | 3 – 1     | Угорщина       | товариський матч | -    |          |
| 21/05/1925 | Будапешт | Угорщина       | 1 – 3     | Бельгія        | товариський матч | -    |          |
| 11/10/1925 | Прага    | Чехословаччина | 2 – 0     | Угорщина       | товариський матч | -    |          |
| 08/11/1925 | Будапешт | Угорщина       | 1 – 1     | Італія         | товариський матч | -    | 51'      |
| 14/02/1926 | Брюссель | Бельгія        | 0 – 2     | Угорщина       | товариський матч | -    |          |
| 06/06/1926 | Будапешт | Угорщина       | 2 – 1     | Чехословаччина | товариський матч | -    | 66' 68'  |
| Усього     |          | Матчів         | 9         |                | Голів            | 0    |          |